# Монж (лунный кратер)
Кратер Монж (лат. Monge) — крупный ударный кратер в области юго-западного побережья Моря Изобилия на видимой стороне Луны. Название присвоено в честь французского математика и геометра Гаспара Монжа (1746—1818) и утверждено Международным астрономическим союзом в 1935 г. Образование кратера относится к позднеимбрийскому периоду.

## Описание кратера

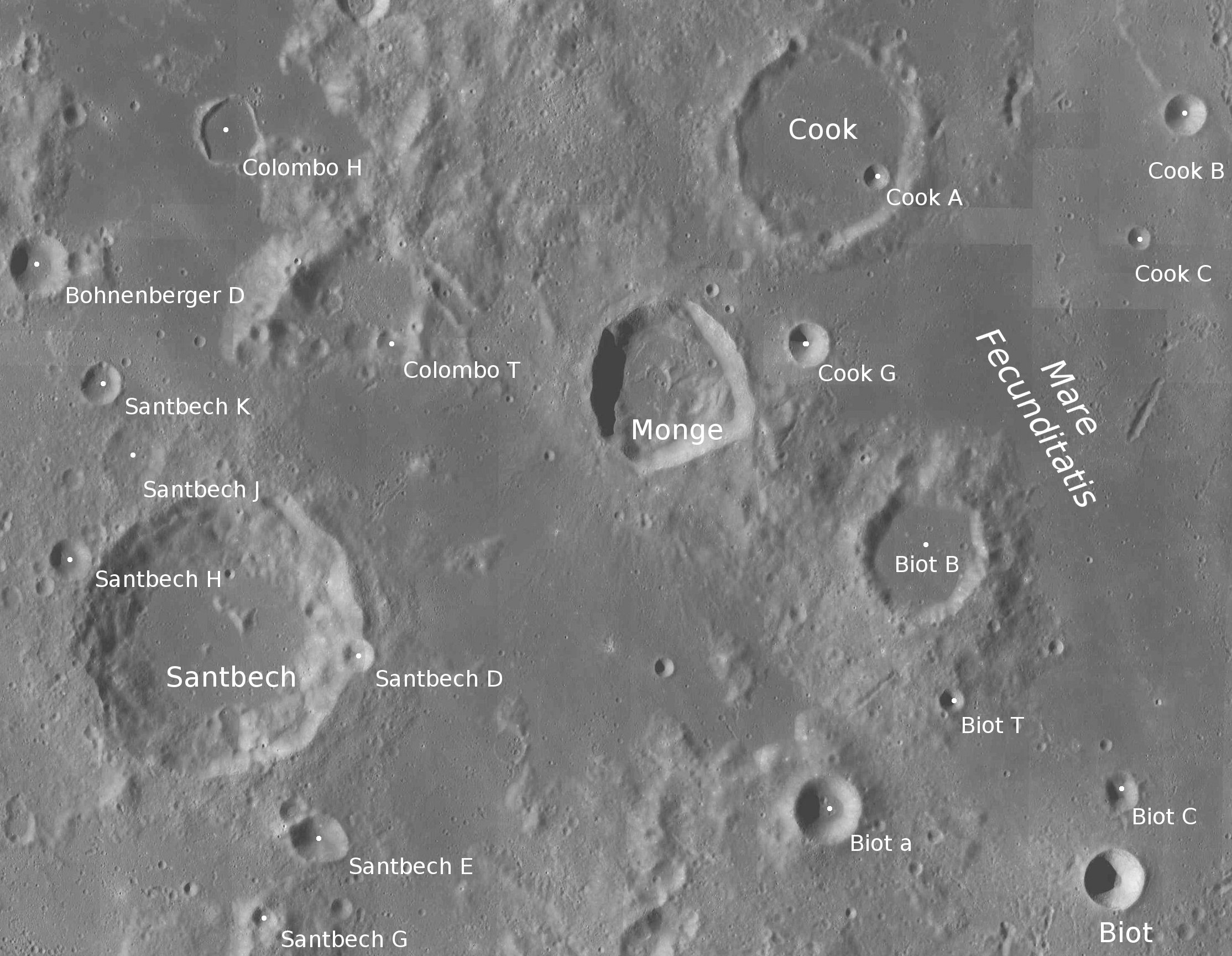
Окрестности кратера Монж. Снимок зонда Lunar Reconnaissance Orbiter.

Ближайшими соседями кратера являются кратер Сантбек на западе-юго-западе; кратер Колумб на севере-северо-западе; кратер Кук на северо-востоке и кратер Био на юго-востоке. На северо-западе от кратера Монж находятся горы Пиренеи и, за ними, Море Нектара. Селенографические координаты центра кратера 19°14′ ю. ш. 47°32′ в. д. / 19,24° ю. ш. 47,54° в. д., диаметр 36,6 км, глубина 1540 м.
Кратер Монж имеет полигональную форму и умеренно разрушен. Вал сглажен, но сохранил достаточно четко очерченную кромку. Внутренний склон вала гладкий, со следами обрушения. Высота вала над окружающей местностью достигает 990 м, объем кратера составляет приблизительно 940 км³. Дно чаши сравнительно ровное за исключением пересеченной юго-восточной части, возможно покрытой породами выброшенными при образовании соседних структур. Имеется центральный пик с высотой около 1000 м. По морфологическим признакам кратер относится к типу TRI (по названию типичного представителя этого класса — кратера Триснеккер).

## Сателлитные кратеры
Отсутствуют.

## См.также
- Список кратеров на Луне
- Лунный кратер
- Морфологический каталог кратеров Луны
- Планетная номенклатура
- Селенография
- Минералогия Луны
- Геология Луны
- Поздняя тяжёлая бомбардировка